# هیروکی باندای
هیروکی باندای (انگلیسی: Hiroki Bandai؛ زادهٔ ۱۹ فوریهٔ ۱۹۸۶) بازیکن فوتبال اهل ژاپن است.
از باشگاه‌هایی که در آن بازی کرده‌است می‌توان به باشگاه فوتبال جوبیلو ایواتا و باشگاه فوتبال ساگان توسو اشاره کرد.